# Solanum schwackei
Solanum schwackei är en potatisväxtart som beskrevs av Auguste François Marie Glaziou. Solanum schwackei ingår i släktet skattor som ingår i familjen potatisväxter. Inga underarter finns listade i Catalogue of Life.